# Жулдиз (Ордабасинський район)
Жулди́з (каз. Жұлдыз) — село у складі Ордабасинського району Туркестанської області Казахстану. Входить до складу Карааспанського сільського округу.
Населення — 214 осіб (2021; 227 у 2009, 205 у 1999, 128 у 1989).